# Brosimum multinervium
Brosimum multinervium är en mullbärsväxtart som beskrevs av C.C. Berg. Brosimum multinervium ingår i släktet Brosimum och familjen mullbärsväxter. Inga underarter finns listade i Catalogue of Life.